# 1225 (szám)
Az 1225 (római számmal: MCCXXV) az 1224 és 1226 között található természetes szám.

## A szám a matematikában
A tízes számrendszerbeli 1225-ös a kettes számrendszerben 10011001001, a nyolcas számrendszerben 2311, a tizenhatos számrendszerben 4C9 alakban írható fel.
Az 1225 páratlan szám, összetett szám. Kanonikus alakja 52 · 72, normálalakban az 1,225 · 103 szorzattal írható fel. Kilenc osztója van a természetes számok halmazán, ezek növekvő sorrendben: 1, 5, 7, 25, 35, 49, 175, 245 és 1225.
Háromszögszám és négyzetszám, ezért háromszögű négyzetszám. Hatszögszám, középpontos nyolcszögszám és középpontos kilencszögszám.
Az 1225 negyvenhét szám valódiosztó-összegeként áll elő, ezek közül legkisebb a 4823.

## Csillagászat
- 1225 Ariane kisbolygó